# Euplexia fasciata
Euplexia fasciata är en fjärilsart som beskrevs av George Francis Hampson 1891. Euplexia fasciata ingår i släktet Euplexia och familjen nattflyn. Inga underarter finns listade i Catalogue of Life.